# Александро-Невский храм (Судогда)
Алекса́ндро-Не́вский хра́м — храм Владимиро-Суздальской епархии Русской православной церкви, расположенный в городе Судогде.

## История
Однопрестольный храм при городской тюрьме был построен на средства почётного гражданина города Судогды купца первой гильдии Ивана Фёдоровича Безбородова. На службе могли присутствовать и простые горожане. В здании были предусмотрены два входа — один для заключённых, другой для обычных прихожан.
24 октября 1870 года епископ Муромский Иаков (Кротков) освятил храм во имя святого благоверного князя Александра Невского. В дальнейшем богослужения совершались причтом Екатерининского собора, располагавшегося в 300 метрах от собора.
Стены храма были расписаны. В иконостасе было 4 яруса. В местном ряду справа от царских врат был образ Спаса Вседержителя, подле южных дверей — святого благоверного князя Александра Невского. Слева от царских врат, подле северных дверей — образ святителя Николая Чудотворца. В храме было 5 колоколов, самый большой из них весил 23 пуда.
Затем Иван Федорович пожертвовал деньги и на благоустройство самой тюрьмы. Были построены больница, баня и мастерские, в которых могли работать осуждённые. По ходатайству Владимирской духовной консистории И. Ф. Безбородов за бескорыстную деятельность на благо православной церкви был награжден орденом святой Анны 3-й степени.
В 1927 году церковная община ввиду непомерных налогов отказалась от использования храма, и здание было передано в распоряжение Судогодского района. Церковная утварь вывезена в неизвестном направлении, кресты и маковки снесены. По данным на 1927 году, помещение храма использовалось под домзак (дом заключения). А в 1937 года помещение храма использовалось как детская техническая станция, затем до 1970 года под Дом пионеров. Сцена и президиум размещались в алтаре. С 1970-х годов храм использовали под контору «Агропромэнерго».
В конце 1995 года здание храма передали православной общине. Долгое время ждали проектной документации на храм. За это время силами прихожан расчищался мусор, перегородки, убирался различный строительный хлам. В тот момент также стоял вопрос о реставрации Екатерининского собора, возвращённого Церкви в 1994 году. В связи с ветхостью крыши и аварийным состоянием потолка осенью 1997 года было принято решение, что для капитального ремонта собора необходимо вначале восстановить менее разрушенный храм Александра Невского и перевести туда богослужения.
Рабочие поставили леса, в назначенный день поднялись наверх и лишь тогда заметили, что на стене, под самым потолком вспучилась старая краска. Кто-то колупнул краешек… Под осыпавшейся краской оказался фрагмент фреска с изображением перенесения тела почившего на обратном пути из Золотой Орды во Владимир благоверного князя Александра Невского. По воспоминаниям протоиерея Георгия Морохина: «мужики — это был 96 год — прибежали и говорят: там глаза на нас смотрят! Обнаружилось, что это лик Александра Невского. До этого момента работы не шли никак. Причем не находилось ни денег, ни строителей, и с прихожанами не ладилось. А после этого момента всё пошло как по маслу». Работы продолжались с большой осторожностью, надеясь найти другие фрески. Но как ни старались, ничего не нашли.
В 1997 году развернулись основные работы по восстановлению храма: была установлена маковка с крестом, покрыта крыша, отреставрирован пол, стены. Мешающая реставрации и эксплуатации клубная пристройка, находящаяся в полутора метрах от храма, которая дала большую трещину, по просьбе администрации клуба была разобрана. Менее чем за два года был почти полностью восстановлен и приготовлен к проведению богослужений храм Александра Невского.
12 сентября 1999 года архиепископ Владимирский и Суздальский Евлогий (Смирнов) с сослужащими ему священниками Судогодского благочиния совершил освящение храма и первую Божественную Литургию в нём.
После этого в ноябре 1999 года приступили к подготовке и проведению капитальных реставрационных работ по восстановлению Екатерининского собора. Пока шли крупные реставрационные работы в Екатерининском соборе, храм Александра Невского оказался единственным и главным храмом Судогды. Наконец, 28 декабря 2003 года в Екатерининском соборе был освящён придел в честь святого мученика Мины, после чего богослужения возобновились и там.
С 2005 года на Пасху ежегодно проводится крестный ход от Александро-Невского храма к Екатерининскому собору.

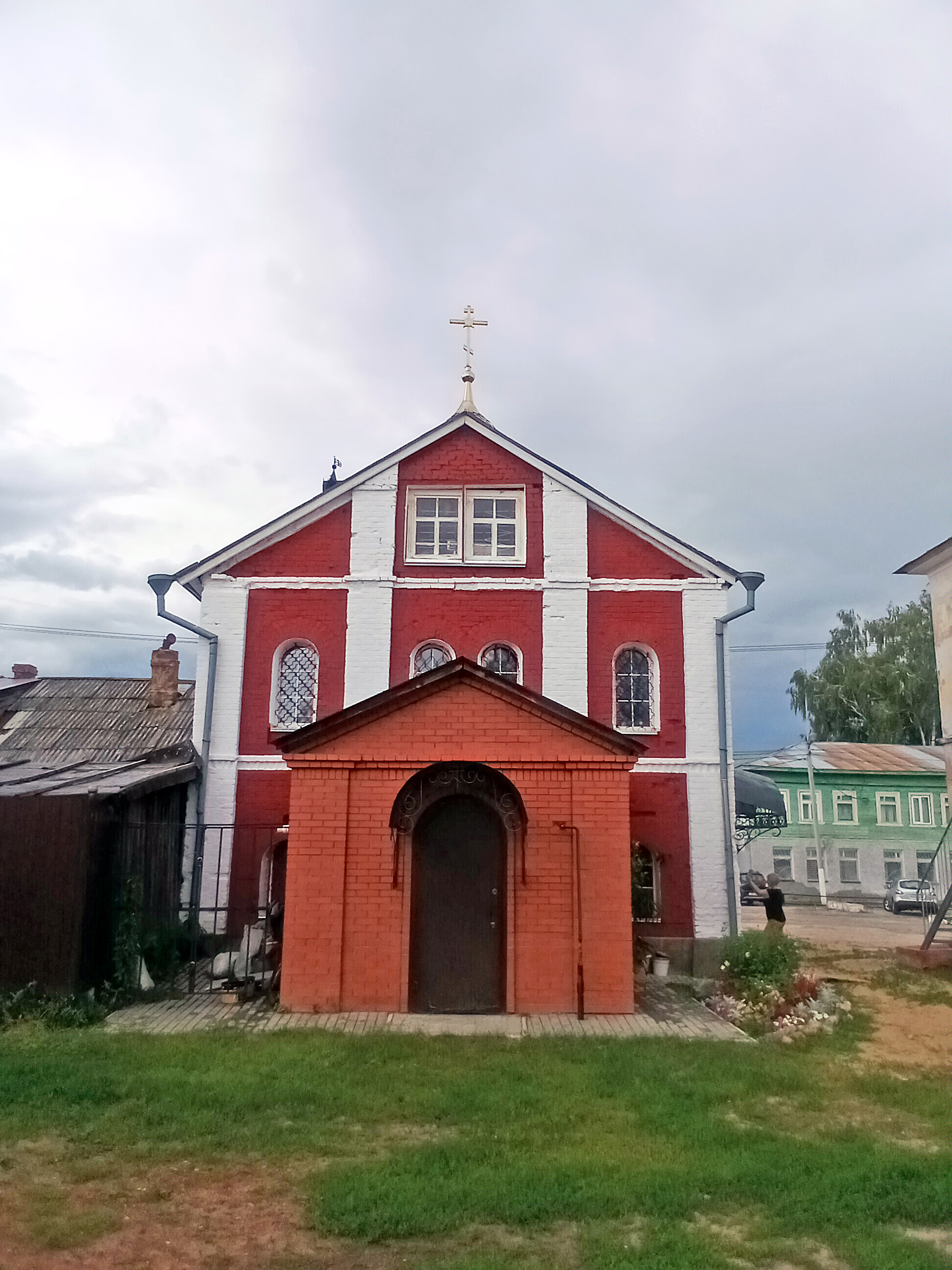
Вид с запада. 2024 год.

В июле 2006 года в храме переложили печь, которая в конце сезона сильно дымила. В новую печку вмонтировали самодельный водяной котёл, к которому подключим батареи. Однако участвовать в богослужении в холодном храме, особенно зимой, было тяжело. Печь надо было подтапливать дровами постоянно. Истопнику уже в 5-6 утра надо было заниматься печью.
В 2012 году к храму подведено газовое отопление, которое дало возможность установить постоянный тепловой режим. Ввод в эксплуатацию газопровода и газового отопительного оборудования состоялся 27 декабря 2012 года. В 2012 году иконописец-реставратор Александр Дмитриев произвел работы по расчистке, укреплению и реставрации настенной живописи храма. Кроме ранее видимой фрески на северной стене была открыта фреска на южной стене храма с изображением пострига благоверного князя Александра в схиму. По словам Александра Дмитриева: «Были проведены пробные расчистки в трёх местах. Стало понятно, что это князь Александр на смертном одре принимает схиму с именем Алексий. После всех работ живопись <…> была собрана в композицию». По мнению реставратора фрески выполнены владимирскими художниками.
За 2018 год в храме заменили старые окна, провели отопление в притворе, установили новые двери, приобрели новые подсвечники.
В 2020 году храм впервые за свою историю стал самостоятельным приходом. У храма появился собственный настоятель — священник Георгий Парфёнов.
В 2024 году был произведён ремонт экстерьера храма. Храм приобрёл нарядный красно-белый вид.